# Cercopithecus preussi
Cercopithecus preussi (Мавпа Дента) — примат з роду Мавпа (Cercopithecus) родини Мавпові (Cercopithecidae).

## Опис
Має біле підборіддя. Має довгий, вигнутий хвіст і сіре або чорне хутро, з коричневою сідлоподібною областю хутра на спині. Як правило, самці крупніші самиць. Цей вид має защічні мішки, в яких носить їжу під час добування продовольства. Середня довжина тіла: 47,7 см.

## Поширення
Країни поширення: Камерун; Екваторіальна Гвінея; Нігерія. Це найпоширеніший вид в гірських і субгірських лісах вище 800 м до принаймні 2500 м над рівнем моря. Його ареал включає в себе окремі ділянки лісу серед луків на Камерунському нагір'я. Крім того, більш рідко зустрічаються в низинному лісі (до 450).

## Стиль життя
Це деревний вид. Споживає фрукти, насіння, листя і квіти. Цей вид живе в групах 2-12 тварин, що складається з одного самця, кількох самиць і їх молодь. Самиця народжує тільки одне дитинча.

## Загрози та охорона
Чисельність населення цього виду серйозно постраждало через руйнування середовища існування та полювання.
Цей вид включений до класу B Африканської Конвенції та до Додатку II СІТЕС. Зустрічається в англ. Cross River National Park, англ. Pico Basile National Park, англ. Southern Highlands Scientific Reserve і в англ. Takemanda Forest Reserve.